# 1-я пехотная дивизия (вермахт)
1-я пехотная дивизия (нем. 1. Infanterie-Division) являлась боевым соединением вермахта. Количество кавалеров Рыцарского креста Железного креста в дивизии к концу войны составило 46 человек, включая пятерых награждённых дубовыми листьями к Рыцарскому кресту и двух награждённых неофициально.

## Формирование
Дивизия была сформирована в 1934 г. в Кёнигсберге на основе 1-го пехотного полка 1-й пехотной дивизии рейхсвера. Первоначально в целях дезинформации штаб дивизии носил название «военное управление Кёнигсберга», затем «1-й начальник артиллерии» (нем. Artillerieführer I). Когда в октябре 1935 г. официально было объявлено о создании вермахта, дивизия получила порядковый номер 1 и была подчинена командованию 1-го военного округа. С февраля 1936 г. штаб дивизии дислоцировался в Инстербурге. Первоначально в состав дивизии вошли 1-й и 22-й пехотные полки. В 1935 г. к ним добавился вновь сформированный 43-й пехотный полк. Дивизия носила неофициальное название «восточнопрусской», так как продолжала традиции 1-й пехотной дивизии рейхсвера, дислоцировавшейся в Восточной Пруссии, и пополнялась призывниками из этой земли. Эмблемой дивизии являлся стилизованный герб династии Гогенцоллернов, являвшихся герцогами, а затем королями Пруссии.

## Боевой путь дивизии
Во время подготовки к боевым действиям против Чехословакии во время Судетского кризиса 1938 года 1-я дивизия в составе 1-го армейского корпуса осталась в Восточной Пруссии в распоряжении командования 3-й армии, имевшей целью охрану восточной границы Германии.
В 1939 года дивизия вошла в состав корпуса «Водриг» (позднее 26-й армейский корпус), созданного для вторжения в Польшу. В его составе дивизия участвовала в боях за млавскую позицию и в осаде Варшавы. В декабре 1939 года дивизия была переброшена на Западный фронт в распоряжение 6-й армии. В ходе французской кампании 1940 года дивизия первоначально находилась в резерве и приняла участие в боях лишь на заключительном этапе. 23 мая в бою у Валансьена получил смертельное ранение обер-лейтенант принц Вильгельм Гогенцоллерн, старший внук кайзера Вильгельма II, сражавшийся в рядах дивизии. В августе 1940 г. дивизия была переброшена в Восточную Пруссию. 291-я пехотная дивизия, сформированная к 10 февраля 1940 года из жителей Пруссии, проживающих в районе Мазурских болот получила кадры из 1-й, 21-й, 263-й пехотных дивизий.
В ходе войны против СССР 1-я дивизия наряду с другими соединениями восточнопрусского происхождения входила в различные армейские корпуса 18-й армии из состава группы армий «Север». В начальной стадии операции Барбаросса входила в состав 1 армейского корпуса и дислоцировалась в районе севернее Пагегяй (современная Литва). Летом 1941 года дивизия участвовала в боях в Прибалтике, а затем в блокаде Ленинграда. В сентябре 1941 года дивизия захватила Красное Село, а затем участвовала в прорыве к Финскому заливу, который привёл к изоляции Ораниенбаумского плацдарма, затем действовала в районе Петергофа. В декабре 1-я дивизия переброшена в район Невской Дубровки, где в течение зимы 1941/1942 г. отражала попытки советских войск прорваться с Невского пятачка на восток и деблокировать Ленинград. В апреле 1942 г. дивизия ликвидировала советский плацдарм на Невском пятачке Невский пятачок — взгляд с обеих сторон. В мае 1942 года части дивизии принимали участие в окружении 2-й ударной армии. Затем дивизия в составе 1-го армейского корпуса удерживала плацдарм в районе Грузино.
В январе 1944 года 1-я дивизия была передана группе армий «Юг», в составе которого она приняла участие в боях в районе Кривого Рога. В марте 1944 года дивизия в составе 46-го танкового корпуса 1-й танковой армии была окружена советскими войсками, проводившими Уманско-Ботошанскую и Проскуровско-Черновицкую операцию, в районе Каменца-Подольского. В начале апреля она участвовала в успешном прорыве из котла, действуя в арьергарде корпуса и понеся при этом тяжёлые потери. После отдыха и пополнения дивизия действовала под командованием разных корпусов 1-й танковой армии, вошедшей в состав группы армий «Северная Украина». В её составе дивизия участвовала в боях против армий 1-го Украинского фронта, проводивших Львовско-Сандомирскую операцию. В августе 1944 года 1-я дивизия была передана группе армий «Центр» (25 января 1945 года переименованной в группу армий «Север») для обороны Восточной Пруссии. До конца войны она действовала в составе разных корпусов и армий на родной земле, закончив боевой путь обороной порта Пиллау, который был захвачен войсками 11-й гвардейской армии 25 апреля 1945 года.

## Организация

### 1939 год
- 1-й пехотный полк (Infanterie-Regiment 1)
- 22-й пехотный полк (Infanterie-Regiment 22)
- 43-й пехотный полк (Infanterie-Regiment 43)
- 1-й артиллерийский полк (Artillerie-Regiment 1)
  - 1-й батальон 37-го артиллерийского полка
- 1-й батальон АИР (до декабря 1939)
- 1-й батальон противотанковой обороны (Panzerabwehr-Abteilung 1)
- 1-й разведывательный батальон (Aufklärungs-Abteilung 1)
- 1-й сапёрный батальон (Pionier-Bataillon 1)
- 1-й батальон связи (Nachrichten-Abteilung 1)
- 1-й запасной батальон (Feldersatz-Bataillon 1)

### 1942 год
- 1-й гренадерский полк (Grenadier-Regiment 1)
- 22-й фузилёрный полк (Füsilier-Regiment 22)
- 43-й гренадерский полк (Grenadier-Regiment 43)
- 1-й артиллерийский полк
  - 1-й батальон 37-го артиллерийского полка
- 1-й противотанковый батальон (Panzerjäger-Abteilung 1)
- 1-й самокатный батальон (Radfahr-Abteilung 1)
- 1-й сапёрный батальон
- 1-й батальон связи

### 1943—1945 годы
- 1-й пехотный полк
- 22-й пехотный полк
- 43-й пехотный полк
- 1-й артиллерийский полк
  - 1-й батальон 37-го артиллерийского полка
- 1-й пехотный батальон
- 1-й противотанковый батальон
- 1-й сапёрный батальон
- 1-й батальон связи
- 1-й запасной батальон

## Командиры дивизии
- генерал-майор Георг фон Кюхлер (1 октября 1934 — 1 апреля 1935)
- генерал-лейтенант Вальтер Шрот (1 апреля 1935 — 1 января 1938)
- генерал-лейтенант Йоахим фон Кортцфляйш (1 января 1938 — 14 апреля 1940)
- генерал-лейтенант Филипп Клеффель (15 апреля 1940 — 12 июля 1941)
- генерал-майор Dr.phil. Фридрих Альтрихтер, временно исполняющий обязанности (12 июля 1941 — 4 сентября 1941)
- генерал-лейтенант Филипп Клеффель (4 сентября 1941 — 16 января 1942)
- генерал-лейтенант Мартин Гразе (16 января 1942 — 30 июня 1943)
- генерал-лейтенант Эрнст-Антон фон Крозиг (1 июля 1943 — 10 мая 1944)
- Oберест Ганс-Йоахим Баурмайстер, временно исполняющий обязанности (10 мая 1944 — 8 июня 1944)
- генерал-лейтенант Эрнст-Антон фон Крозиг (8 июня 1944 — 30 сентября 1944)
- генерал-лейтенант Ганс Шитник (1 октября 1944 — 28 февраля 1945)
- Oберест Геннинг фон Тадден (28 февраля 1945 — 26 апреля 1945)

## Награждённые Рыцарским крестом Железного креста (41)
- Отто Ляш, 17.07.1941 — полковник, командир 43-го пехотного полка
- Мартин Гразе, 18.10.1941 — полковник, командир 1-го пехотного полка
- Теодор Тольсдорф, 04.12.1941 — обер-лейтенант, командир 14-й (противотанковой) роты 22-го пехотного полка
- Филипп Клеффель, 17.02.1942 — генерал-лейтенант, командир 1-й пехотной дивизии
- Густав Громайке, 19.06.1942 — обер-ефрейтор 2-й роты 1-го сапёрного батальона
- Вальтер Ланге, 10.02.1943 — оберстлейтенант резерва, командир 43-го пехотного полка
- Франц Юшкат, 17.02.1943 — фельдфебель, командир взвода штабной роты 43-го пехотного полка
- Фриц Штилльгер, 14.06.1943 — лейтенант, командир 7-й роты 1-го пехотного полка
- Роберт Клима, 10.08.1943 — лейтенант резерва, командир 6-й роты 1-го пехотного полка
- Вальтер Кун, 23.08.1943 — обер-ефрейтор, наводчик 3-й роты 1-го противотанкового батальона
- Ганс-Георг Ромайке, 03.09.1943 — обер-лейтенант резерва, командир 6-й роты 43-го пехотного полка
- Альфред Матерн, 04.09.1943 — обер-фельдфебель, командир взвода 5-й роты 22-го пехотного полка
- Норберт Оттава, 07.09.1943 — капитан, командир 1-й роты 22-го пехотного полка
- Ульрих Иффлянд, 03.10.1943 — полковник, командир 22-го пехотного полка
- Эрнст-Антон фон Крозиг, 12.02.1944 — генерал-майор, командир 1-й пехотной дивизии
- Фридрих фон Койсслер, 23.02.1944 — полковник, командир 1-го пехотного полка
- Бруно Мойзис, 06.03.1944 — обер-фельдфебель, командир взвода 3-й роты 22-го пехотного полка
- Вильгельм Заботтки, 20.03.1944 — штабс-фельдфебель, командир взвода 4-й роты 1-го пехотного полка
- Отто Шлезигер, 21.04.1944 — майор, командир 2-го батальона 1-го пехотного полка
- Вольфганг Зихарт фон Зихартсхофен, 04.05.1944 — майор, командир 43-го пехотного полка
- Ганс Хальтен, 04.06.1944 — унтер-офицер, командир отделения 3-й роты 43-го пехотного полка
- Генрих Хенниг, 09.06.1944 — обер-фельдфебель, командир взвода штабной роты 22-го пехотного полка
- Артур Тифензее, 03.08.1944 — лейтенант, командир 7-й роты 43-го пехотного полка
- Отто Витт, 21.09.1944 — фельдфебель, командир взвода 8-й роты 43-го пехотного полка
- Карл фон Вольгемут, 30.09.1944 — майор, командир 1-го пехотного батальона
- Вернер Грэбнер, 30.09.1944 — обер-фельдфебель, командир взвода 4-й роты 22-го пехотного полка
- Альберт Мюллер, 04.10.1944 — штабс-ефрейтор, командир отделения 1-й роты 22-го пехотного полка
- Хельмут Шааршу, 04.10.1944 — капитан, командир 1-го батальона 22-го пехотного полка
- Готтфрид Улиг, 26.11.1944 — капитан, командир 2-го батальона 43-го пехотного полка
- Генрих Хельд, 12.12.1944 — обер-фельдфебель, командир взвода 2-й роты 22-го пехотного полка
- Франц Тиль, 11.03.1945 — обер-фельдфебель, командир взвода 7-й роты 22-го пехотного полка
- Фриц Якобайт, 11.03.1945 — ефрейтор, командир отделения 6-й роты 22-го пехотного полка
- Вальдемар Деманд, 17.03.1945 — лейтенант, командир 1-й роты 22-го пехотного полка
- Фриц Крюгер, 17.03.1945 — штабс-вахмистр, батарейный офицер 1-й батареи 37-го артиллерийского полка
- Ганс Линденау, 17.03.1945 — обер-фельдфебель, командир 1-й роты 1-го пехотного полка
- Карл Ляймбах, 17.03.1945 — обер-фельдфебель, командир 7-й роты 1-го пехотного полка
- Карл Траутманн, 17.03.1945 — полковник, командир 22-го пехотного полка
- Хорст Вайссенберг, 23.03.1945 — майор резерва, командир 1-го батальона 1-го пехотного полка
- Карл-Хайнц Брунзик, 05.04.1945 — лейтенант резерва, командир 4-й роты 43-го пехотного полка
- Герберт Зингер, 05.05.1945 — капитан, командир 2-го батальона 22-го пехотного полка (награждение не подтверждено)
- Генрих Шатен, 09.05.1945 — обер-фельдфебель, командир взвода 6-й роты 1-го пехотного полка (награждение не подтверждено)

### Рыцарский Крест Железного креста с Дубовыми листьями (5)
- Франц Шайдис (№ 43), 31.12.1941 — полковник, командир 22-го пехотного полка
- Мартин Гразе (№ 248), 23.05.1943 — генерал-лейтенант, командир 1-й пехотной дивизии
- Вальтер Ланге (№ 300), 13.09.1943 — полковник резерва, командир 43-го пехотного полка
- Теодор Тольсдорф (№ 302), 15.09.1943 — майор, командир 1-го батальона 22-го пехотного полка
- Альфред Матерн (№ 784), 16.03.1945 — обер-фельдфебель, командир взвода 5-й роты 22-го пехотного полка